# Like a Star (programma televisivo)
Like a Star è stato un programma televisivo italiano di genere talent show in onda in prima serata sul NOVE dal 14 maggio 2025 al 2 luglio 2025 con la conduzione di Amadeus.

## Il programma
Lo show, basato sul format inglese Starstruck, in onda su ITV, si sviluppa in otto puntate, di cui sette eliminatorie più la finalissima che decreta il vincitore del programma.
In ogni puntata, si sfidano alcuni team “tematici” che portano in scena lo stesso artista con l’obiettivo di conquistare i voti della giuria e del pubblico in studio.
Al termine della stessa puntata, solo uno dei diciotto concorrenti che si esibiranno, accederà – tramite diverse manche eliminatorie – direttamente alla finale, in cui avrà la possibilità di vincere 50.000 euro.
I concorrenti che si esibiscono, porteranno sul palco un artista specifico che amano da sempre e lo omaggeranno non solo cantando un suo brano di successo ma anche attraverso la voce, il look e le movenze avendo a disposizione un team di esperti che curerà la loro trasformazione.

## Edizioni
| Edizione | Anno | Conduzione | Periodo        | Periodo       | Giuria        | Giuria          | Giuria | Puntate | Regia           | Concorrenti | Vincitore                  | Studio                                               |
| Edizione | Anno | Conduzione | Inizio         | Fine          | Giuria        | Giuria          | Giuria | Puntate | Regia           | Concorrenti | Vincitore                  | Studio                                               |
| -------- | ---- | ---------- | -------------- | ------------- | ------------- | --------------- | ------ | ------- | --------------- | ----------- | -------------------------- | ---------------------------------------------------- |
| 1ª       | 2025 | Amadeus    | 14 maggio 2025 | 2 luglio 2025 | Rosa Chemical | Serena Brancale | Elio   | 8       | Stefano Vicario | 126         | Adolfo Durante (Team Mina) | Studio 1 del Centro di produzione Mediapason, Milano |

## Dettagli puntate

### Prima puntata
Data: 14 maggio 2025
Prima manche: Durante la prima manche i sei team si scontrano e vengono giudicati dalla giuria. I tre team vincitori passano alla seconda manche, i tre team eliminati vanno al ripescaggio.
| Ordine di uscita | Team                           | Canzone                   | Voto Giuria | Voto Giuria     | Voto Giuria   | Voto Giuria | Responso       |
| Ordine di uscita | Team                           | Canzone                   | Elio        | Serena Brancale | Rosa Chemical | Punteggio   | Responso       |
| Prima sfida      | Prima sfida                    | Prima sfida               | Prima sfida | Prima sfida     | Prima sfida   | Prima sfida | Prima sfida    |
| ---------------- | ------------------------------ | ------------------------- | ----------- | --------------- | ------------- | ----------- | -------------- |
| 01               | Team Mina                      | Amor mio                  |             |                 |               | 3           | Vincitore      |
| 01               | (Cinzia, Michela e Adolfo)     | Amor mio                  |             |                 |               | 3           | Vincitore      |
| 02               | Team Max Pezzali               | Hanno ucciso l'Uomo Ragno |             |                 |               | 0           | Al ripescaggio |
| 02               | (Matteo, Francesco e Gabriele) | Hanno ucciso l'Uomo Ragno |             |                 |               | 0           | Al ripescaggio |
| Seconda sfida    |                                |                           |             |                 |               |             |                |
| 03               | Team Lady Gaga                 | Abracadabra               |             |                 |               | 3           | Vincitore      |
| 03               | (Francesca, Benedetta e Ambra) | Abracadabra               |             |                 |               | 3           | Vincitore      |
| 04               | Team Cesare Cremonini          | 50 Special                |             |                 |               | 0           | Al ripescaggio |
| 04               | (Alessio, Danilo e Lorenzo)    | 50 Special                |             |                 |               | 0           | Al ripescaggio |
| Terza sfida      |                                |                           |             |                 |               |             |                |
| 05               | Team Elton John                | Your Song                 |             |                 |               | 2           | Vincitore      |
| 05               | (Fabio, Alex e Maurizio)       | Your Song                 |             |                 |               | 2           | Vincitore      |
| 06               | Team Annalisa                  | Bellissima                |             |                 |               | 1           | Al ripescaggio |
| 06               | (Laura, Marika e Marta)        | Bellissima                |             |                 |               | 1           | Al ripescaggio |

Seconda manche: Durante la seconda manche i membri dei tre team vincitori si scontrano fra loro stessi e vengono giudicati dalla giuria che incide per il 34% e dal pubblico in studio che incide per il 66%. Il vincitore va alla finalissima, gli altri due al ripescaggio.
| Ordine di uscita | Concorrente | Canzone              | Voto Giuria | Voto Giuria     | Voto Giuria   | Voto Giuria | Responso (giuria + pubblico) |
| Ordine di uscita | Concorrente | Canzone              | Elio        | Serena Brancale | Rosa Chemical | Punteggio   | Responso (giuria + pubblico) |
| Team Mina        | Team Mina   | Team Mina            | Team Mina   | Team Mina       | Team Mina     | Team Mina   | Team Mina                    |
| ---------------- | ----------- | -------------------- | ----------- | --------------- | ------------- | ----------- | ---------------------------- |
| 01               | Cinzia      | Ancora ancora ancora |             |                 |               | 0           | Al ripescaggio               |
| 01               | Michela     | Ancora ancora ancora |             |                 |               | 0           | Al ripescaggio               |
| 01               | Adolfo      | Ancora ancora ancora |             |                 |               | 3           | Vincitore                    |
| Team Lady Gaga   |             |                      |             |                 |               |             |                              |
| 02               | Francesca   | Shallow              |             |                 |               | 1           | Al ripescaggio               |
| 02               | Benedetta   | Shallow              |             |                 |               | 0           | Al ripescaggio               |
| 02               | Ambra       | Shallow              |             |                 |               | 2           | Vincitrice                   |
| Team Elton John  |             |                      |             |                 |               |             |                              |
| 03               | Fabio       | Crocodile Rock       |             |                 |               | 0           | Al ripescaggio               |
| 03               | Alex        | Crocodile Rock       |             |                 |               | 0           | Al ripescaggio               |
| 03               | Maurizio    | Crocodile Rock       |             |                 |               | 3           | Vincitore                    |

Finalissima: Durante la fase finale della puntata i tre vincitori di ogni team si scontrano fra loro e vengono giudicati dalla giuria e dal pubblico in studio. Il vincitore va nella puntata finale, gli altri due al ripescaggio.
| Ordine di uscita | Concorrente                | Canzone       | Voto Giuria | Voto Giuria     | Voto Giuria   | Voto Giuria | Responso (giuria + pubblico) |
| Ordine di uscita | Concorrente                | Canzone       | Elio        | Serena Brancale | Rosa Chemical | Punteggio   | Responso (giuria + pubblico) |
| Finalissima      | Finalissima                | Finalissima   | Finalissima | Finalissima     | Finalissima   | Finalissima | Finalissima                  |
| ---------------- | -------------------------- | ------------- | ----------- | --------------- | ------------- | ----------- | ---------------------------- |
| 01               | Adolfo (Team Mina)         | Insieme       |             |                 |               | 3           | Vincitore                    |
| 02               | Ambra (Team Lady Gaga)     | Born this way |             |                 |               | 0           | Al ripescaggio               |
| 03               | Maurizio (Team Elton John) | Rocket Man    |             |                 |               | 0           | Al ripescaggio               |

Ultima Chance: Durante questa fase, i tre team che hanno perso la prima manche  si scontrano fra loro e vengono giudicati dalla giuria e dal pubblico in studio, per essere ripescati nella puntata finale.

### Seconda puntata
Data: 21 maggio 2025
Prima manche: Durante la prima manche i sei team si scontrano e vengono giudicati dalla giuria. I tre team vincitori passano alla seconda manche, i tre team eliminati vanno al ripescaggio.
| Ordine di uscita | Team                            | Canzone                     | Voto Giuria | Voto Giuria     | Voto Giuria   | Voto Giuria | Responso       |
| Ordine di uscita | Team                            | Canzone                     | Elio        | Serena Brancale | Rosa Chemical | Punteggio   | Responso       |
| Prima sfida      | Prima sfida                     | Prima sfida                 | Prima sfida | Prima sfida     | Prima sfida   | Prima sfida | Prima sfida    |
| ---------------- | ------------------------------- | --------------------------- | ----------- | --------------- | ------------- | ----------- | -------------- |
| 01               | Team Whitney Houston            | I wanna dance with somebody |             |                 |               | 2           | Vincitore      |
| 01               | (Jasmine, Viviana e Alessandra) | I wanna dance with somebody |             |                 |               | 2           | Vincitore      |
| 02               | Team Damiano David              | Zitti e buoni               |             |                 |               | 1           | Al ripescaggio |
| 02               | (Federico, Cosimo e Vincenzo)   | Zitti e buoni               |             |                 |               | 1           | Al ripescaggio |
| Seconda sfida    |                                 |                             |             |                 |               |             |                |
| 03               | Team Beyoncé                    | Listen                      |             |                 |               | 3           | Vincitore      |
| 03               | (Alessia, Lorena e Martina)     | Listen                      |             |                 |               | 3           | Vincitore      |
| 04               | Team George Michael             | Careless Whisper            |             |                 |               | 0           | Al ripescaggio |
| 04               | (Simone, Paolo e Giuseppe)      | Careless Whisper            |             |                 |               | 0           | Al ripescaggio |
| Terza sfida      |                                 |                             |             |                 |               |             |                |
| 05               | Team Adriano Celentano          | Azzurro                     |             |                 |               | 1           | Al ripescaggio |
| 05               | (Gabriel, Fabrizio e Antonio)   | Azzurro                     |             |                 |               | 1           | Al ripescaggio |
| 06               | Team Elisa                      | Luce (tramonti a nord est)  |             |                 |               | 2           | Vincitore      |
| 06               | (Serena, Laura e Letizia)       | Luce (tramonti a nord est)  |             |                 |               | 2           | Vincitore      |

Seconda manche: Durante la seconda manche i membri dei tre team vincitori si scontrano fra loro stessi e vengono giudicati dalla giuria che incide per il 34% e dal pubblico in studio che incide per il 66%. Il vincitore va alla finalissima, gli altri due al ripescaggio.
| Ordine di uscita     | Concorrente          | Canzone                 | Voto Giuria          | Voto Giuria          | Voto Giuria          | Voto Giuria          | Responso (giuria + pubblico) |
| Ordine di uscita     | Concorrente          | Canzone                 | Elio                 | Serena Brancale      | Rosa Chemical        | Punteggio            | Responso (giuria + pubblico) |
| Team Whitney Houston | Team Whitney Houston | Team Whitney Houston    | Team Whitney Houston | Team Whitney Houston | Team Whitney Houston | Team Whitney Houston | Team Whitney Houston         |
| -------------------- | -------------------- | ----------------------- | -------------------- | -------------------- | -------------------- | -------------------- | ---------------------------- |
| 01                   | Jasmine              | I will always love you  |                      |                      |                      | 2                    | Vincitrice                   |
| 01                   | Viviana              | I will always love you  |                      |                      |                      | 1                    | Al ripescaggio               |
| 01                   | Alessandra           | I will always love you  |                      |                      |                      | 0                    | Al ripescaggio               |
| Team Beyoncé         |                      |                         |                      |                      |                      |                      |                              |
| 02                   | Alessia              | Crazy in Love           |                      |                      |                      | 2                    | Vincitrice                   |
| 02                   | Lorena               | Crazy in Love           |                      |                      |                      | 1                    | Al ripescaggio               |
| 02                   | Martina              | Crazy in Love           |                      |                      |                      | 0                    | Al ripescaggio               |
| Team Elisa           |                      |                         |                      |                      |                      |                      |                              |
| 03                   | Serena               | Se piovesse il tuo nome |                      |                      |                      | 1                    | Al ripescaggio               |
| 03                   | Laura                | Se piovesse il tuo nome |                      |                      |                      | 1                    | Vincitrice                   |
| 03                   | Letizia              | Se piovesse il tuo nome |                      |                      |                      | 1                    | Al ripescaggio               |

Finalissima: Durante la fase finale della puntata i tre vincitori di ogni team si scontrano fra loro e vengono giudicati dalla giuria e dal pubblico in studio. Il vincitore va nella puntata finale, gli altri due al ripescaggio.
| Ordine di uscita | Concorrente                    | Canzone        | Voto Giuria | Voto Giuria     | Voto Giuria   | Voto Giuria | Responso (giuria + pubblico) |
| Ordine di uscita | Concorrente                    | Canzone        | Elio        | Serena Brancale | Rosa Chemical | Punteggio   | Responso (giuria + pubblico) |
| Finalissima      | Finalissima                    | Finalissima    | Finalissima | Finalissima     | Finalissima   | Finalissima | Finalissima                  |
| ---------------- | ------------------------------ | -------------- | ----------- | --------------- | ------------- | ----------- | ---------------------------- |
| 01               | Jasmine (Team Whitney Houston) | I have nothing |             |                 |               | 2           | Al ripescaggio               |
| 02               | Alessia (Team Beyoncé)         | Single Ladies  |             |                 |               | 1           | Vincitrice                   |
| 03               | Laura (Team Elisa)             | O forse sei tu |             |                 |               | 0           | Al ripescaggio               |

### Terza puntata
Data: 28 maggio 2025
Prima manche: Durante la prima manche i sei team si scontrano e vengono giudicati dalla giuria. I tre team vincitori passano alla seconda manche, i tre team eliminati vanno al ripescaggio.
| Ordine di uscita | Team                              | Canzone       | Voto Giuria | Voto Giuria     | Voto Giuria   | Voto Giuria | Responso       |
| Ordine di uscita | Team                              | Canzone       | Elio        | Serena Brancale | Rosa Chemical | Punteggio   | Responso       |
| Prima sfida      | Prima sfida                       | Prima sfida   | Prima sfida | Prima sfida     | Prima sfida   | Prima sfida | Prima sfida    |
| ---------------- | --------------------------------- | ------------- | ----------- | --------------- | ------------- | ----------- | -------------- |
| 01               | Team Amy Winehouse                | Rehab         |             |                 |               | 2           | Vincitore      |
| 01               | (Chiara, Januaria e Saba)         | Rehab         |             |                 |               | 2           | Vincitore      |
| 02               | Team Alessandra Amoroso           | Fino a qui    |             |                 |               | 1           | Al ripescaggio |
| 02               | (Annalisa, Martina e Claudia)     | Fino a qui    |             |                 |               | 1           | Al ripescaggio |
| Seconda sfida    |                                   |               |             |                 |               |             |                |
| 03               | Team AC/DC                        | Back in Black |             |                 |               | 2           | Vincitore      |
| 03               | (Francesco, Edoardo e Dave)       | Back in Black |             |                 |               | 2           | Vincitore      |
| 04               | Team Michael Bublé                | Feeling Good  |             |                 |               | 1           | Al ripescaggio |
| 04               | (Riccardo, Federico e Lorenzo)    | Feeling Good  |             |                 |               | 1           | Al ripescaggio |
| Terza sfida      |                                   |               |             |                 |               |             |                |
| 05               | Team Christina Aguilera           | Candyman      |             |                 |               | 2           | Vincitore      |
| 05               | (Alice, Lucrezia e Lara)          | Candyman      |             |                 |               | 2           | Vincitore      |
| 06               | Team Claudio Baglioni             | Avrai         |             |                 |               | 1           | Al ripescaggio |
| 06               | (Gianfranco, Domenico ed Etienne) | Avrai         |             |                 |               | 1           | Al ripescaggio |

Seconda manche: Durante la seconda manche i membri dei tre team vincitori si scontrano fra loro stessi e vengono giudicati dalla giuria che incide per il 34% e dal pubblico in studio che incide per il 66%. Il vincitore va alla finalissima, gli altri due al ripescaggio.
| Ordine di uscita        | Concorrente        | Canzone            | Voto Giuria        | Voto Giuria        | Voto Giuria        | Voto Giuria        | Responso (giuria + pubblico) |
| Ordine di uscita        | Concorrente        | Canzone            | Elio               | Serena Brancale    | Rosa Chemical      | Punteggio          | Responso (giuria + pubblico) |
| Team Amy Winehouse      | Team Amy Winehouse | Team Amy Winehouse | Team Amy Winehouse | Team Amy Winehouse | Team Amy Winehouse | Team Amy Winehouse | Team Amy Winehouse           |
| ----------------------- | ------------------ | ------------------ | ------------------ | ------------------ | ------------------ | ------------------ | ---------------------------- |
| 01                      | Chiara             | Back to Black      |                    |                    |                    | 1                  | Al ripescaggio               |
| 01                      | Januaria           | Back to Black      |                    |                    |                    | 2                  | Vincitrice                   |
| 01                      | Saba               | Back to Black      |                    |                    |                    | 0                  | Al ripescaggio               |
| Team AC/DC              |                    |                    |                    |                    |                    |                    |                              |
| 02                      | Francesco          | Highway to Hell    |                    |                    |                    | 2                  | Al ripescaggio               |
| 02                      | Edoardo            | Highway to Hell    |                    |                    |                    | 1                  | Vincitore                    |
| 02                      | Dave               | Highway to Hell    |                    |                    |                    | 0                  | Al ripescaggio               |
| Team Christina Aguilera |                    |                    |                    |                    |                    |                    |                              |
| 03                      | Alice              | Beautiful          |                    |                    |                    | 1                  | Vincitrice                   |
| 03                      | Lucrezia           | Beautiful          |                    |                    |                    | 0                  | Al ripescaggio               |
| 03                      | Lara               | Beautiful          |                    |                    |                    | 2                  | Al ripescaggio               |

Finalissima: Durante la fase finale della puntata i tre vincitori di ogni team si scontrano fra loro e vengono giudicati dalla giuria e dal pubblico in studio. Il vincitore va nella puntata finale, gli altri due al ripescaggio.
| Ordine di uscita | Concorrente                     | Canzone                     | Voto Giuria | Voto Giuria     | Voto Giuria   | Voto Giuria | Responso (giuria + pubblico) |
| Ordine di uscita | Concorrente                     | Canzone                     | Elio        | Serena Brancale | Rosa Chemical | Punteggio   | Responso (giuria + pubblico) |
| Finalissima      | Finalissima                     | Finalissima                 | Finalissima | Finalissima     | Finalissima   | Finalissima | Finalissima                  |
| ---------------- | ------------------------------- | --------------------------- | ----------- | --------------- | ------------- | ----------- | ---------------------------- |
| 01               | Januaria (Team Amy Winehouse)   | You Know I'm No Good        |             |                 |               | 0           | Al ripescaggio               |
| 02               | Edoardo (Team AC/DC)            | You Shook Me All Night Long |             |                 |               | 0           | Al ripescaggio               |
| 03               | Alice (Team Christina Aguilera) | Hurt                        |             |                 |               | 3           | Vincitrice                   |

### Quarta puntata
Data: 4 giugno 2025
Prima manche: Durante la prima manche i sei team si scontrano e vengono giudicati dalla giuria. I tre team vincitori passano alla seconda manche, i tre team eliminati vanno al ripescaggio.
| Ordine di uscita | Team                        | Canzone              | Voto Giuria | Voto Giuria     | Voto Giuria   | Voto Giuria | Responso       |
| Ordine di uscita | Team                        | Canzone              | Elio        | Serena Brancale | Rosa Chemical | Punteggio   | Responso       |
| Prima sfida      | Prima sfida                 | Prima sfida          | Prima sfida | Prima sfida     | Prima sfida   | Prima sfida | Prima sfida    |
| ---------------- | --------------------------- | -------------------- | ----------- | --------------- | ------------- | ----------- | -------------- |
| 01               | Team Michael Jackson        | Billie Jean          |             |                 |               | 2           | Vincitore      |
| 01               | (Andrea, Arvin e Alessio)   | Billie Jean          |             |                 |               | 2           | Vincitore      |
| 02               | Team Giorgia                | E poi                |             |                 |               | 1           | Al ripescaggio |
| 02               | (Sara, Aurora e Sara)       | E poi                |             |                 |               | 1           | Al ripescaggio |
| Seconda sfida    |                             |                      |             |                 |               |             |                |
| 03               | Team Marco Mengoni          | Due vite             |             |                 |               | 2           | Vincitore      |
| 03               | (Giuseppe, Giovanni e Alex) | Due vite             |             |                 |               | 2           | Vincitore      |
| 04               | Team Vasco Rossi            | Vita spericolata     |             |                 |               | 1           | Al ripescaggio |
| 04               | (Roberto, Gianluca e John)  | Vita spericolata     |             |                 |               | 1           | Al ripescaggio |
| Terza sfida      |                             |                      |             |                 |               |             |                |
| 05               | Team Dua Lipa               | Don't Start Now      |             |                 |               | 0           | Al ripescaggio |
| 05               | (Francesca, Antea e Dalila) | Don't Start Now      |             |                 |               | 0           | Al ripescaggio |
| 06               | Team Freddie Mercury        | We Are the Champions |             |                 |               | 3           | Vincitore      |
| 06               | (Luca, Manolo e Antonello)  | We Are the Champions |             |                 |               | 3           | Vincitore      |

Seconda manche: Durante la seconda manche i membri dei tre team vincitori si scontrano fra loro stessi e vengono giudicati dalla giuria che incide per il 34% e dal pubblico in studio che incide per il 66%. Il vincitore va alla finalissima, gli altri due al ripescaggio.
| Ordine di uscita     | Concorrente          | Canzone              | Voto Giuria          | Voto Giuria          | Voto Giuria          | Voto Giuria          | Responso (giuria + pubblico) |
| Ordine di uscita     | Concorrente          | Canzone              | Elio                 | Serena Brancale      | Rosa Chemical        | Punteggio            | Responso (giuria + pubblico) |
| Team Michael Jackson | Team Michael Jackson | Team Michael Jackson | Team Michael Jackson | Team Michael Jackson | Team Michael Jackson | Team Michael Jackson | Team Michael Jackson         |
| -------------------- | -------------------- | -------------------- | -------------------- | -------------------- | -------------------- | -------------------- | ---------------------------- |
| 01                   | Andrea               | Thriller             |                      |                      |                      | 2                    | Vincitore                    |
| 01                   | Arvin                | Thriller             |                      |                      |                      | 0                    | Al ripescaggio               |
| 01                   | Alessio              | Thriller             |                      |                      |                      | 1                    | Al ripescaggio               |
| Team Marco Mengoni   |                      |                      |                      |                      |                      |                      |                              |
| 02                   | Giuseppe             | L'essenziale         |                      |                      |                      | 0                    | Al ripescaggio               |
| 02                   | Giovanni             | L'essenziale         |                      |                      |                      | 3                    | Vincitore                    |
| 02                   | Alex                 | L'essenziale         |                      |                      |                      | 0                    | Al ripescaggio               |
| Team Freddie Mercury |                      |                      |                      |                      |                      |                      |                              |
| 03                   | Luca                 | Somebody to Love     |                      |                      |                      | 1                    | Al ripescaggio               |
| 03                   | Manolo               | Somebody to Love     |                      |                      |                      | 0                    | Al ripescaggio               |
| 03                   | Antonello            | Somebody to Love     |                      |                      |                      | 2                    | Vincitore                    |

Finalissima: Durante la fase finale della puntata i tre vincitori di ogni team si scontrano fra loro e vengono giudicati dalla giuria e dal pubblico in studio. Il vincitore va nella puntata finale, gli altri due al ripescaggio.
| Ordine di uscita | Concorrente                      | Canzone             | Voto Giuria | Voto Giuria     | Voto Giuria   | Voto Giuria | Responso (giuria + pubblico) |
| Ordine di uscita | Concorrente                      | Canzone             | Elio        | Serena Brancale | Rosa Chemical | Punteggio   | Responso (giuria + pubblico) |
| Finalissima      | Finalissima                      | Finalissima         | Finalissima | Finalissima     | Finalissima   | Finalissima | Finalissima                  |
| ---------------- | -------------------------------- | ------------------- | ----------- | --------------- | ------------- | ----------- | ---------------------------- |
| 01               | Andrea (Team Michael Jackson)    | Beat It             |             |                 |               | 0           | Al ripescaggio               |
| 02               | Giovanni (Team Marco Mengoni)    | Guerriero           |             |                 |               | 2           | Al ripescaggio               |
| 03               | Antonello (Team Freddie Mercury) | The Show Must Go On |             |                 |               | 1           | Vincitore                    |

### Quinta puntata
Data: 11 giugno 2025
Prima manche: Durante la prima manche i sei team si scontrano e vengono giudicati dalla giuria. I tre team vincitori passano alla seconda manche, i tre team eliminati vanno al ripescaggio.
| Ordine di uscita | Team                            | Canzone                 | Voto Giuria | Voto Giuria     | Voto Giuria   | Voto Giuria | Responso       |
| Ordine di uscita | Team                            | Canzone                 | Elio        | Serena Brancale | Rosa Chemical | Punteggio   | Responso       |
| Prima sfida      | Prima sfida                     | Prima sfida             | Prima sfida | Prima sfida     | Prima sfida   | Prima sfida | Prima sfida    |
| ---------------- | ------------------------------- | ----------------------- | ----------- | --------------- | ------------- | ----------- | -------------- |
| 01               | Team Britney Spears             | ...Baby One More Time   |             |                 |               | 1           | Al ripescaggio |
| 01               | (Francesca, Carlotta e Viviana) | ...Baby One More Time   |             |                 |               | 1           | Al ripescaggio |
| 02               | Team Laura Pausini              | Non c'è                 |             |                 |               | 2           | Vincitore      |
| 02               | (Veronica, Isabella e Gaia)     | Non c'è                 |             |                 |               | 2           | Vincitore      |
| Seconda sfida    |                                 |                         |             |                 |               |             |                |
| 03               | Team Elvis Presley              | Jailhouse Rock          |             |                 |               | 1           | Al ripescaggio |
| 03               | (Federico, Lorenzo e Teddy)     | Jailhouse Rock          |             |                 |               | 1           | Al ripescaggio |
| 04               | Team Billie Eilish              | Bad Guy                 |             |                 |               | 2           | Vincitore      |
| 04               | (Anna, Denise e Anna)           | Bad Guy                 |             |                 |               | 2           | Vincitore      |
| Terza sfida      |                                 |                         |             |                 |               |             |                |
| 05               | Team Lucio Dalla                | L'anno che verrà        |             |                 |               | 2           | Vincitore      |
| 05               | (Mimmo, Luca e Valentino)       | L'anno che verrà        |             |                 |               | 2           | Vincitore      |
| 06               | Team Justin Timberlake          | Can't Stop the Feeling! |             |                 |               | 1           | Al ripescaggio |
| 06               | (Gianluca, Salvatore e Walter)  | Can't Stop the Feeling! |             |                 |               | 1           | Al ripescaggio |

Seconda manche: Durante la seconda manche i membri dei tre team vincitori si scontrano fra loro stessi e vengono giudicati dalla giuria che incide per il 34% e dal pubblico in studio che incide per il 66%. Il vincitore va alla finalissima, gli altri due al ripescaggio.
| Ordine di uscita   | Concorrente        | Canzone            | Voto Giuria        | Voto Giuria        | Voto Giuria        | Voto Giuria        | Responso (giuria + pubblico) |
| Ordine di uscita   | Concorrente        | Canzone            | Elio               | Serena Brancale    | Rosa Chemical      | Punteggio          | Responso (giuria + pubblico) |
| Team Laura Pausini | Team Laura Pausini | Team Laura Pausini | Team Laura Pausini | Team Laura Pausini | Team Laura Pausini | Team Laura Pausini | Team Laura Pausini           |
| ------------------ | ------------------ | ------------------ | ------------------ | ------------------ | ------------------ | ------------------ | ---------------------------- |
| 01                 | Veronica           | La solitudine      |                    |                    |                    | 1                  | Al ripescaggio               |
| 01                 | Isabella           | La solitudine      |                    |                    |                    | 0                  | Al ripescaggio               |
| 01                 | Gaia               | La solitudine      |                    |                    |                    | 2                  | Vincitrice                   |
| Team Billie Eilish |                    |                    |                    |                    |                    |                    |                              |
| 02                 | Anna               | Birds of a Feather |                    |                    |                    | 0                  | Al ripescaggio               |
| 02                 | Denise             | Birds of a Feather |                    |                    |                    | 0                  | Al ripescaggio               |
| 02                 | Anna               | Birds of a Feather |                    |                    |                    | 3                  | Vincitrice                   |
| Team Lucio Dalla   |                    |                    |                    |                    |                    |                    |                              |
| 03                 | Mimmo              | Attenti al lupo    |                    |                    |                    | 2                  | Al ripescaggio               |
| 03                 | Luca               | Attenti al lupo    |                    |                    |                    | 0                  | Al ripescaggio               |
| 03                 | Valentino          | Attenti al lupo    |                    |                    |                    | 1                  | Vincitore                    |

Finalissima: Durante la fase finale della puntata i tre vincitori di ogni team si scontrano fra loro e vengono giudicati dalla giuria e dal pubblico in studio. Il vincitore va nella puntata finale, gli altri due al ripescaggio.
| Ordine di uscita | Concorrente                  | Canzone              | Voto Giuria | Voto Giuria     | Voto Giuria   | Voto Giuria | Responso (giuria + pubblico) |
| Ordine di uscita | Concorrente                  | Canzone              | Elio        | Serena Brancale | Rosa Chemical | Punteggio   | Responso (giuria + pubblico) |
| Finalissima      | Finalissima                  | Finalissima          | Finalissima | Finalissima     | Finalissima   | Finalissima | Finalissima                  |
| ---------------- | ---------------------------- | -------------------- | ----------- | --------------- | ------------- | ----------- | ---------------------------- |
| 01               | Gaia (Team Laura Pausini)    | Vivimi               |             |                 |               | 1           | Al ripescaggio               |
| 02               | Anna (Team Billie Eilish)    | What Was I Made For? |             |                 |               | 1           | Al ripescaggio               |
| 03               | Valentino (Team Lucio Dalla) | La sera dei miracoli |             |                 |               | 1           | Vincitore                    |

### Sesta puntata
Data: 18 giugno 2025
Prima manche: Durante la prima manche i sei team si scontrano e vengono giudicati dalla giuria. I tre team vincitori passano alla seconda manche, i tre team eliminati vanno al ripescaggio.
| Ordine di uscita | Team                              | Canzone              | Voto Giuria | Voto Giuria     | Voto Giuria   | Voto Giuria | Responso       |
| Ordine di uscita | Team                              | Canzone              | Elio        | Serena Brancale | Rosa Chemical | Punteggio   | Responso       |
| Prima sfida      | Prima sfida                       | Prima sfida          | Prima sfida | Prima sfida     | Prima sfida   | Prima sfida | Prima sfida    |
| ---------------- | --------------------------------- | -------------------- | ----------- | --------------- | ------------- | ----------- | -------------- |
| 01               | Team Cristina D'Avena             | Occhi di gatto       |             |                 |               | 1           | Al ripescaggio |
| 01               | (Tiziana, Serena e Giulia)        | Occhi di gatto       |             |                 |               | 1           | Al ripescaggio |
| 02               | Team Rihanna                      | Umbrella             |             |                 |               | 2           | Vincitore      |
| 02               | (Ornella Sara, Desirée e Manuela) | Umbrella             |             |                 |               | 2           | Vincitore      |
| Seconda sfida    |                                   |                      |             |                 |               |             |                |
| 03               | Team Céline Dion                  | My Heart Will Go On  |             |                 |               | 3           | Vincitore      |
| 03               | (Rosy, Sara e Arianna)            | My Heart Will Go On  |             |                 |               | 3           | Vincitore      |
| 04               | Team Ed Sheeran                   | Shape of You         |             |                 |               | 0           | Al ripescaggio |
| 04               | (Filippo, Andrei e Niko)          | Shape of You         |             |                 |               | 0           | Al ripescaggio |
| Terza sfida      |                                   |                      |             |                 |               |             |                |
| 05               | Team Tiziano Ferro                | Ti scatterò una foto |             |                 |               | 2           | Vincitore      |
| 05               | (Fabrizio, Tiziano e Donato)      | Ti scatterò una foto |             |                 |               | 2           | Vincitore      |
| 06               | Team Bon Jovi                     | It's My Life         |             |                 |               | 1           | Al ripescaggio |
| 06               | (Andrea, Francesco e Timothy)     | It's My Life         |             |                 |               | 1           | Al ripescaggio |

Seconda manche: Durante la seconda manche i membri dei tre team vincitori si scontrano fra loro stessi e vengono giudicati dalla giuria che incide per il 34% e dal pubblico in studio che incide per il 66%. Il vincitore va alla finalissima, gli altri due al ripescaggio.
| Ordine di uscita   | Concorrente  | Canzone              | Voto Giuria  | Voto Giuria     | Voto Giuria   | Voto Giuria  | Responso (giuria + pubblico) |
| Ordine di uscita   | Concorrente  | Canzone              | Elio         | Serena Brancale | Rosa Chemical | Punteggio    | Responso (giuria + pubblico) |
| Team Rihanna       | Team Rihanna | Team Rihanna         | Team Rihanna | Team Rihanna    | Team Rihanna  | Team Rihanna | Team Rihanna                 |
| ------------------ | ------------ | -------------------- | ------------ | --------------- | ------------- | ------------ | ---------------------------- |
| 01                 | Ornella Sara | Don't Stop the Music |              |                 |               | 0            | Al ripescaggio               |
| 01                 | Desirée      | Don't Stop the Music |              |                 |               | 0            | Al ripescaggio               |
| 01                 | Manuela      | Don't Stop the Music |              |                 |               | 3            | Vincitrice                   |
| Team Céline Dion   |              |                      |              |                 |               |              |                              |
| 02                 | Rosy         | All by Myself        |              |                 |               | 3            | Vincitrice                   |
| 02                 | Sara         | All by Myself        |              |                 |               | 0            | Al ripescaggio               |
| 02                 | Arianna      | All by Myself        |              |                 |               | 0            | Al ripescaggio               |
| Team Tiziano Ferro |              |                      |              |                 |               |              |                              |
| 03                 | Fabrizio     | Rosso relativo       |              |                 |               | 1            | Al ripescaggio               |
| 03                 | Tiziano      | Rosso relativo       |              |                 |               | 2            | Vincitore                    |
| 03                 | Donato       | Rosso relativo       |              |                 |               | 0            | Al ripescaggio               |

Finalissima: Durante la fase finale della puntata i tre vincitori di ogni team si scontrano fra loro e vengono giudicati dalla giuria e dal pubblico in studio. Il vincitore va nella puntata finale, gli altri due al ripescaggio.
| Ordine di uscita | Concorrente                  | Canzone               | Voto Giuria | Voto Giuria     | Voto Giuria   | Voto Giuria | Responso (giuria + pubblico) |
| Ordine di uscita | Concorrente                  | Canzone               | Elio        | Serena Brancale | Rosa Chemical | Punteggio   | Responso (giuria + pubblico) |
| Finalissima      | Finalissima                  | Finalissima           | Finalissima | Finalissima     | Finalissima   | Finalissima | Finalissima                  |
| ---------------- | ---------------------------- | --------------------- | ----------- | --------------- | ------------- | ----------- | ---------------------------- |
| 01               | Manuela (Team Rihanna)       | Diamonds              |             |                 |               | 0           | Al ripescaggio               |
| 02               | Rosy (Team Céline Dion)      | Because You Loved Me  |             |                 |               | 3           | Vincitrice                   |
| 03               | Tiziano (Team Tiziano Ferro) | Non me lo so spiegare |             |                 |               | 0           | Al ripescaggio               |

### Settima puntata
Data: 25 giugno 2025
Prima manche: Durante la prima manche i sei team si scontrano e vengono giudicati dalla giuria. I tre team vincitori passano alla seconda manche, i tre team eliminati vanno al ripescaggio.
| Ordine di uscita | Team                          | Canzone             | Voto Giuria | Voto Giuria     | Voto Giuria   | Voto Giuria | Responso       |
| Ordine di uscita | Team                          | Canzone             | Elio        | Serena Brancale | Rosa Chemical | Punteggio   | Responso       |
| Prima sfida      | Prima sfida                   | Prima sfida         | Prima sfida | Prima sfida     | Prima sfida   | Prima sfida | Prima sfida    |
| ---------------- | ----------------------------- | ------------------- | ----------- | --------------- | ------------- | ----------- | -------------- |
| 01               | Team Luciano Ligabue          | Balliamo sul mondo  |             |                 |               | 0           | Al ripescaggio |
| 01               | (Alessio, Claudio e Nicola)   | Balliamo sul mondo  |             |                 |               | 0           | Al ripescaggio |
| 02               | Team Zucchero                 | Diavolo in me       |             |                 |               | 3           | Vincitore      |
| 02               | (Emanuele, Gianni e Leonardo) | Diavolo in me       |             |                 |               | 3           | Vincitore      |
| Seconda sfida    |                               |                     |             |                 |               |             |                |
| 03               | Team Adele                    | Rolling in the Deep |             |                 |               | 1           | Al ripescaggio |
| 03               | (Sara, Diletta e Clarissa)    | Rolling in the Deep |             |                 |               | 1           | Al ripescaggio |
| 04               | Team Sam Smith                | Stay with Me        |             |                 |               | 2           | Vincitore      |
| 04               | (Donato, Giovanni e Antonino) | Stay with Me        |             |                 |               | 2           | Vincitore      |
| Terza sfida      |                               |                     |             |                 |               |             |                |
| 05               | Team Madonna                  | Material Girl       |             |                 |               | 1           | Al ripescaggio |
| 05               | (Elena, Letizia e Arianna)    | Material Girl       |             |                 |               | 1           | Al ripescaggio |
| 06               | Team Ariana Grande            | Bang Bang           |             |                 |               | 2           | Vincitore      |
| 06               | (Sara, Sol e Alessia)         | Bang Bang           |             |                 |               | 2           | Vincitore      |

Seconda manche: Durante la seconda manche i membri dei tre team vincitori si scontrano fra loro stessi e vengono giudicati dalla giuria che incide per il 34% e dal pubblico in studio che incide per il 66%. Il vincitore va alla finalissima, gli altri due al ripescaggio.
| Ordine di uscita   | Concorrente   | Canzone       | Voto Giuria   | Voto Giuria     | Voto Giuria   | Voto Giuria   | Responso (giuria + pubblico) |
| Ordine di uscita   | Concorrente   | Canzone       | Elio          | Serena Brancale | Rosa Chemical | Punteggio     | Responso (giuria + pubblico) |
| Team Zucchero      | Team Zucchero | Team Zucchero | Team Zucchero | Team Zucchero   | Team Zucchero | Team Zucchero | Team Zucchero                |
| ------------------ | ------------- | ------------- | ------------- | --------------- | ------------- | ------------- | ---------------------------- |
| 01                 | Emanuele      | Con le mani   |               |                 |               | 2             | Vincitore                    |
| 01                 | Gianni        | Con le mani   |               |                 |               | 1             | Al ripescaggio               |
| 01                 | Leonardo      | Con le mani   |               |                 |               | 0             | Al ripescaggio               |
| Team Sam Smith     |               |               |               |                 |               |               |                              |
| 02                 | Donato        | Promises      |               |                 |               | 1             | Al ripescaggio               |
| 02                 | Giovanni      | Promises      |               |                 |               |               | Al ripescaggio               |
| 02                 | Antonino      | Promises      |               |                 |               | 2             | Vincitore                    |
| Team Ariana Grande |               |               |               |                 |               |               |                              |
| 03                 | Sara          | One Last Time |               |                 |               | 0             | Al ripescaggio               |
| 03                 | Sol           | One Last Time |               |                 |               | 3             | Vincitrice                   |
| 03                 | Alessia       | One Last Time |               |                 |               | 0             | Al ripescaggio               |

Finalissima: Durante la fase finale della puntata i tre vincitori di ogni team si scontrano fra loro e vengono giudicati dalla giuria e dal pubblico in studio. Il vincitore va nella puntata finale, gli altri due al ripescaggio.
| Ordine di uscita | Concorrente               | Canzone              | Voto Giuria | Voto Giuria     | Voto Giuria   | Voto Giuria | Responso (giuria + pubblico) |
| Ordine di uscita | Concorrente               | Canzone              | Elio        | Serena Brancale | Rosa Chemical | Punteggio   | Responso (giuria + pubblico) |
| Finalissima      | Finalissima               | Finalissima          | Finalissima | Finalissima     | Finalissima   | Finalissima | Finalissima                  |
| ---------------- | ------------------------- | -------------------- | ----------- | --------------- | ------------- | ----------- | ---------------------------- |
| 01               | Emanuele (Team Zucchero)  | Diamante             |             |                 |               | 0           | Al ripescaggio               |
| 02               | Antonino (Team Sam Smith) | I'm Not the Only One |             |                 |               | 0           | Al ripescaggio               |
| 03               | Sol (Team Ariana Grande)  | Dangerous Woman      |             |                 |               | 3           | Vincitrice                   |

### Ottava puntata
Data: 2 luglio 2025
Ripescaggio: Durante questa fase tre dei sei team scelti dai giudici per il ripescaggio, si scontreranno tra loro e il pubblico composto da 300 persone sceglierà col suo voto il team da ripescare. Una volta scelto il team da ripescare, i concorrenti del team si sfidano tra loro in una nuova esibizione e il vincitore scelto dal pubblico sarà il finalista che si unirà agli altri vincitori delle singole puntate. 
| Ordine di uscita | Team               | Canzone                |                   |
| Ordine di uscita | Team               | Canzone                | Voto del pubblico |
| ---------------- | ------------------ | ---------------------- | ----------------- |
| 01               | Adriano Celentano  | L'emozione non ha voce | Eliminati         |
| 02               | Alessandra Amoroso | Stupida                | Eliminati         |
| 03               | Vasco Rossi        | Senza parole           | Vincitore         |

| Ordine di uscita | Concorrente | Canzone | Voto del pubblico |                  |
| Ordine di uscita | Concorrente | Canzone | Voto del pubblico | Team Vasco Rossi |
| ---------------- | ----------- | ------- | ----------------- | ---------------- |
| 01               | Roberto     | Rewind  | Vincitore         |                  |
| 01               | Gianluca    | Rewind  | Eliminati         |                  |
| 01               | John        | Rewind  | Eliminati         |                  |

| Ordine di uscita | Team            | Canzone                  |                   |
| Ordine di uscita | Team            | Canzone                  | Voto del pubblico |
| ---------------- | --------------- | ------------------------ | ----------------- |
| 01               | Michael Jackson | Smooth Criminal          | Eliminato         |
| 02               | Whitney Houston | Greatest Love of All     | Vincitore         |
| 03               | Bon Jovi        | You Give Love a Bad Name | Eliminato         |

| Ordine di uscita | Concorrente | Canzone                     | Voto del pubblico |                      |
| Ordine di uscita | Concorrente | Canzone                     | Voto del pubblico | Team Whitney Houston |
| ---------------- | ----------- | --------------------------- | ----------------- | -------------------- |
| 01               | Jasmine     | I Wanna Dance with Somebody | Vincitrice        |                      |
| 01               | Viviana     | I Wanna Dance with Somebody | Eliminate         |                      |
| 01               | Alessandra  | I Wanna Dance with Somebody | Eliminate         |                      |

La sfida: In questa manche, i nove team finalisti, vengono divisi in tre gruppi da tre e al termine di ogni esibizione il pubblico voterà i tre più bravi di ogni terzetto che andranno a giocarsi la finalissima. 
| Ordine di uscita | Concorrente                              | Canzone               |                   |
| Ordine di uscita | Concorrente                              | Canzone               | Voto del pubblico |
| ---------------- | ---------------------------------------- | --------------------- | ----------------- |
| 01               | Adolfo Durante (Team Mina)               | L'importante è finire | Vincitore         |
| 02               | Alice Grasso (Team Christina Aguilera)   | Lady Marmalade        | Eliminati         |
| 03               | Antonello Carozza (Team Freddie Mercury) | Bohemian Rapsody      | Eliminati         |

| Ordine di uscita | Concorrente                         | Canzone     |                   |
| Ordine di uscita | Concorrente                         | Canzone     | Voto del pubblico |
| ---------------- | ----------------------------------- | ----------- | ----------------- |
| 01               | Rosy Alfano (Team Céline Dion)      | I Surrender | Vincitrice        |
| 02               | Roberto Senatore (Team Vasco Rossi) | Un senso    | Eliminati         |
| 03               | Alessia D'Urso (Team Beyoncé)       | Love on Top | Eliminati         |

| Ordine di uscita | Concorrente                             | Canzone                |                   |
| Ordine di uscita | Concorrente                             | Canzone                | Voto del pubblico |
| ---------------- | --------------------------------------- | ---------------------- | ----------------- |
| 01               | Jasmine Furlotti (Team Whitney Houston) | I Will Always Love You | Eliminate         |
| 02               | Sol Cisella (Team Ariana Grande)        | Problem                | Eliminate         |
| 03               | Valentino Aquilano (Team Lucio Dalla)   | Caruso                 | Vincitore         |

Finalissima: In questa fase finale della puntata i tre vincitori di ogni team si scontrano fra loro e vengono giudicati dal pubblico in studio. Il più votato dal pubblico, sarà il vincitore del programma che si porterà a casa un montepremi di 50 000 euro.
| Ordine di uscita | Concorrente                           | Canzone              |                   |
| Ordine di uscita | Concorrente                           | Canzone              | Voto del pubblico |
| ---------------- | ------------------------------------- | -------------------- | ----------------- |
| 01               | Adolfo Durante (Team Mina)            | Insieme              | Vincitore         |
| 02               | Rosy Alfano (Team Céline Dion)        | All by Myself        | Finalisti         |
| 03               | Valentino Aquilano (Team Lucio Dalla) | La sera dei miracoli | Finalisti         |

## Ascolti
La puntata del 21 maggio 2025, è stata trasmessa in simulcast su più canali del gruppo Warner Bros. Discovery. I dati riportati nella sezione "Simulcast" includono la somma degli spettatori e lo share totale considerando tutte le reti coinvolte nella trasmissione in contemporanea.
| Puntata | Messa in onda  | Slot principale | Slot principale | La sfida       | La sfida | Ultima chance  | Ultima chance | Simulcast      | Simulcast | Fonte  |
| Puntata | Messa in onda  | Telespettatori  | Share           | Telespettatori | Share    | Telespettatori | Share         | Telespettatori | Share     | Fonte  |
| ------- | -------------- | --------------- | --------------- | -------------- | -------- | -------------- | ------------- | -------------- | --------- | ------ |
| 1       | 14 maggio 2025 | 473 000         | 2,4%            | 379 000        | 3,3%     | 276 000        | 3,7%          | N.D.           | N.D.      | [ 5 ]  |
| 2       | 21 maggio 2025 | 497 000         | 2,8%            | 431 000        | 4%       | 250 000        | 3,3%          | 942 000        | 5,3%      | [ 6 ]  |
| 3       | 28 maggio 2025 | 417 000         | 2,4%            | 323 000        | 3%       | 233 000        | 3,1%          | N.D.           | N.D.      | [ 7 ]  |
| 4       | 4 giugno 2025  | 391 000         | 2,3%            | 313 000        | 3,3%     | 179 000        | 2,7%          | N.D.           | N.D.      | [ 8 ]  |
| 5       | 11 giugno 2025 | 395 000         | 2,6%            | 237.000        | 3%       | 150 000        | 2.8%          | N.D.           | N.D.      | [ 9 ]  |
| 6       | 18 giugno 2025 | 380 000         | 2,6%            | 267 000        | 3,4%     | 138 000        | 2,6%          | N.D.           | N.D.      | [ 10 ] |
| 7       | 25 giugno 2025 | 453 000         | 3,2%            | 295 000        | 3,7%     | 196 000        | 3,4%          | N.D.           | N.D.      | [ 11 ] |
| Finale  | 2 luglio 2025  | 417 000         | 3,9%            | N.D.           | N.D.     | 130 000        | 3%            | N.D.           | N.D.      | [ 12 ] |
| Media   | Media          | 489 000         | 2,77%           | 320 000        | 3,4%     | 194 000        | 3,07%         | 942 000        | 5,3%      |        |